# 자백배제법칙
|                                                                  |
| 형사소송법                                                       |
| 이념과 구조                                                      |
| 무죄 추정의 원칙 · 자백배제법칙 · 전문법칙                       |
| 증거보전청구권 · 형사보상청구권 · 독수독과이론                   |
| 실체적 진실주의 · 적정절차 · 신속한 재판의 원칙                  |
| 진술거부권 · 접견교통권 · 증거개시제도                           |
| 열람등사권 · 위법수집증거배제법칙                                |
| 법원                                                             |
| 제척 · 기피 · 회피 관할 · 이송 · 법관                            |
| 피고인과 변호인                                                  |
| 피고인 ·변호인 · 성명모용자 · 공동피고인 국선변호인 · 법정대리인 |
| 검사                                                             |
| 기소독점주의 · 검사 동일체의 원칙                                |
| 수사                                                             |
| 함정수사 · 불심검문 · 임의동행 · 동행요구 · 사법경찰관           |
| 구속                                                             |
| 구속영장 · 체포영장                                              |
| 증거법                                                           |
| 정황증거 · 전문증거 · 진술조서 · 진술서 · 실황조사서 · 검증조서  |
| 진술 · 증인                                                      |
| 재판                                                             |
| 공소장 · 공소장일본주의                                          |
| 고소 · 고발 · 고소불가분의 원칙 · 자수                           |
| 상소                                                             |
| 항소, 상고 & 비상상고                                            |
| 다른 7법 영역                                                    |
| 헌법 · 민법 · 형법                                               |
| 민사소송법 · 형사소송법 · 행정법                                 |
| 포털: 법 · 법철학 · 형사정책                                     |
| v • d • e • h                                                    |

자백배제법칙(自白排除法則, Confession Rule)은 임의성이 의심되는 자백은 증거능력을 배제하는 원칙이다.

## 실정법적 근거
1. 피고인의 자백이 고문·폭행·협박·구속의 부당한 장기화 또는 기망 기타의 방법에 의하여 자의로 진술된 것이 아니라고 인정될 때 또는 정식재판에 있어서 피고인의 자백이 그에게 불리한 유일한 증거일 때에는 이를 유죄의 증거로 삼거나 이를 이유로 처벌할 수 없다(헌법 제12조제7항).
2. 피고인의 자백이 고문, 폭행, 협박, 신체구속의 부당한 장기화 또는 기망 기타의 방법으로 임의로 진술한 것이 아니라고 의심할 만한 이유가 있는 때에는 이를 유죄의 증거로 하지 못한다(형사소송법 제309조).

## 학설
- 허위배제설: 임의성이 의심되는 자백에는 허위가 숨어들 염려가 크고 이를 증명의 자료로 사용하는 것은 오히려 피고사건의 진실발견을 해치기 때문에 이러한 자백의 증거능력을 부인해야 한다는 견해이다.
- 위법배제설: 적법절차의 요청에 위반하여 위법하게 취득된 자백의 사용을 금지하는 증거법상 원칙이다.
- 인권옹호설: 피고인의 내심의 의사를 결정하고 이를 외부적으로 표현하는 기본적 인권, 즉 진술거부권(묵비권)이 침해된 상태에서 행해진 자백의 증거능력을 부인하는 장치라고 보는 견해이다.
- 절충설: 허위배제설과 인권옹호설의 절충에서 근거를 찾으려는 견해이다.
- 종합설

## 판례
인권옹호설 내지 절충설의 입장을 추단케 하는 판시를 내렸다.

## 해당사례
계속된 철야신문(릴레이신문)으로 피의자가 지쳐 자포자기의 상태에서 받은 자백은 임의성이 인정되지 않아 자백배제법칙이 적용된다.

## 같이 보기
- 위법수집증거배제법칙
- 자백보강법칙

## 참고 문헌
- 손동권, 『형사소송법』, 세창출판사, 2010. (ISBN 8984112968)
- 이은모, 공법 : 자백배제법칙의 근거와 임의성의 입증, 법학논총/한양대학교 법학연구소/2007.
- 조국, 논문 : "자백배제법칙"의 근거와 효과 그리고 "임의성" 입증, 서울대학교 법학/서울대학교 법학연구소/2002.
- 유두열, 연구논문 : 위법수집증거배제법칙과 자백배제법칙의 관계 -개정 형사소송법과 판례를 중심으로, 법학논집/청주대학교 법학연구소/2008.